# Edward Sugden (1. baron St Leonards)
Edward Burtenshaw Sugden, 1. baron St Leonards (ur. 12 lutego 1781, zm. 29 stycznia 1875) – brytyjski prawnik i polityk, członek stronnictwa torysów i Partii Konserwatywnej, minister w rządach Roberta Peela i lorda Derby’ego.
Przez kilka lat praktykował jako conveyancer, prawnik zajmujący się kwestiami kupna i sprzedaży nieruchomości. W 1807 r. rozpoczął praktykę adwokacką w korporacji Lincoln’s Inn. Wcześniej opublikował Concise and Practical Treatise on the Law of Vendors and Purchasers of Estates. W 1822 r. został Radcą Króla. W 1828 r. został wybrany do Izby Gmin jako reprezentant okręgu Weymouth and Melcombe Regis. W latach 1829–1830 był Radcą Generalnym. W latach 1831–1832 reprezentował St Mawes.
Do parlamentu powrócił w 1837 r. z okręgu Ripon. Okręg ten reprezentował do 1841 r. Mimo iż pozostawał poza parlamentem w 1835 r. został na krótko Lordem Kanclerzem Irlandii. Ponownie sprawował to stanowisko w latach 1841-1846. W 1849 r. opublikwał A Treatise on the Law of Property as administered in the House of Lords, w której skrytykował wyroki Izby Lordów działającej jako sąd apelacyjny. W 1852 r. otrzymał parowski tytuł 1. barona St Leonards i zasiadł w Izbie Lordów. Od lutego do grudnia był także Lordem Kanclerzem. W 1858 r. ponownie zaproponowano mu to stanowisko, ale odmówił z powodu złego stanu zdrowia.
Lord St Leonards brał jednak nadal aktywny udział w pracach Izby Lordów, zwłaszcza w kwestiach prawnych. Zaangażował się w reformę prawa dotyczącego nieruchomości. Zmarł w 1875 r. Tytuł parowski odziedziczył jego syn Edward.